# Lago Burtnieks
O lago Burtnieks (em letão:  Burtnieka ezers, em estoniano:  Asti järv)  é o quarto maior lago da Letónia. Com 40,07 km2de área, é um lago superficial com uma profundidade média de 2,9 m. O leito do lago é principalmente arenoso, sendo em alguns lugares um pouco lamacento. Na parte sudeste do lago há rocha calcária do Devónico. O lago tem 17 espécies de peixes, como vairão, salmão, caboz, enguia e pique, e há áreas para a caça aos patos. As margens são superficiais e arenosas, mas ao longo da costa sul as ondas criaram falésias de arenito. Após a regulação do rio Salaca em 1929, o nível do lago desceu 1 m, e muitos dos rasos expostos cresceram cobertos de juncos e algas. O lago contém três ilhas com uma área total de 14.000 m2. O lago fica inteiramente dentro da Reserva da Biosfera do Norte de Vidzeme. Pequenos fluxos da Letónia e da Estónia - Aunupīte, Bauņupīte, Briedes upe, Dūres upe, Ēķinupe, Rūjas upe e Sedas upe fluem para o lago. 
O Burtnieks é a fonte do rio Salaca, de 95 km de comprimento, que flui para o canto noroeste do Golfo de Riga. Antigamente o lago era conhecido como Astijärv ou Aster, quando o norte de Vidzeme era habitado pelos Livónios. O lago é um cenário importante da obra épica nacional letã Lāčplēsis, e aparece em muitas histórias do folclore letão. Algumas pequenas aldeias localizam-se nas suas margens, a maior delas é Burtnieki.